# ベニ・レヴィ
ベニ・レヴィ（Benny Lévy、1945年8月28日 - 2003年10月15日）は、フランスの哲学者、著作家。偽名ピエール・ビクトール（Pierre Victor）。高等師範学校卒。1974年9月から1980年4月までジャン＝ポール・サルトルの秘書を務めた。70年代始めに毛派（マオイスト）の極左組織（プロレタリア左派, Gauche prolétarienne）の指導者であった彼は、後にユダヤ思想に傾倒、イスラエルのエルサレムにてレヴィナス研究学院（Institut d' Études Lévinassiennes）を設立しレヴィナス思想の普及に尽力した。
最晩年のサルトルとの対話「今、希望とは」はスキャンダルを巻き起こした。

## 訳書
- 『いまこそ、希望を』海老坂武訳、光文社古典新訳文庫、2019年